# Johan Ruffine
Johan Ruffine (* 18. Dezember 1987) ist ein französischer Straßenradrennfahrer aus Guadeloupe.
Johan Ruffine gewann 2007 bei dem Etappenrennen Tour de la Martinique die siebte Etappe nach Saint Esprit. Am nächsten Tag belegte er auf dem ersten Teil der achten Etappe in Rivière Pilote den zweiten Platz. In dem anderen französischen Übersee-Département bei der Tour de la Guadeloupe konnte Ruffine später die erste Etappe nach Saint-François für sich entscheiden.

## Erfolge
2007
- eine Etappe Tour de la Martinique
- eine Etappe Tour de la Guadeloupe

2009
- eine Etappe Tour de la Martinique

2010
- eine Etappe Tour de la Martinique